# Rudy Gunawan
Rudy Gunawan (Surakarta, 31 de diciembre de 1966) es un deportista indonesio que compitió en bádminton, en la modalidad de dobles.
Participó en dos Juegos Olímpicos de Verano en los años 1992 y 1996, obteniendo una medalla de plata en Barcelona 1992 en la prueba de dobles. Ganó dos medallas en el Campeonato Mundial de Bádminton en los años 1989 y 1993.

## Palmarés internacional
| Juegos Olímpicos   | Juegos Olímpicos         | Juegos Olímpicos  | Juegos Olímpicos |
| Año                | Lugar                    | Medalla           | Prueba           |
| ------------------ | ------------------------ | ----------------- | ---------------- |
| 1992               | Barcelona (España)       | Medalla de plata  | Dobles           |
| Campeonato Mundial |                          |                   |                  |
| Año                | Lugar                    | Medalla           | Prueba           |
| 1989               | Yakarta (Indonesia)      | Medalla de bronce | Dobles           |
| 1993               | Birmingham (Reino Unido) | Medalla de oro    | Dobles           |